# Reunited
|  | Denne artikel er oprettet af botten Steenthbot ud fra en ekstern database. Den kan derfor have sproglige fejl eller mangler. Denne skabelon kan fjernes efter kontrol af indholdet. |

Reunited er en dansk dokumentarfilm fra 2019 instrueret af Mira Jargil.

## Handling
To læger separeres fra deres børn efter at være flygtet fra Syrien. Børnene ender alene i Tyrkiet, mens forældrene hver især sidder fast i Canada og Danmark. Fanget i et kafkask system, reduceres deres familieliv til Skype opkald. Formår de at blive genforenet? Filmen følger en familie splittet af krig, og lader publikum opleve konsekvenserne af valg foretaget under stort pres.